# Крумово (област Кюстендил)
Вижте пояснителната страница за други значения на Крумово.
Крумово е село в Западна България. То се намира в община Кочериново, област Кюстендил.

## География
Село Крумово се намира в планински район. В близост са селата Бураново, Боровец и Мурсалево.

## Население
Численост и дял на етническите групи според преброяването на населението през 2011 г.:
|                     | Численост | Дял (в %) |
| Общо                | 70        | 100,00    |
| Българи             | 70        | 100,00    |
| Турци               | 0         | 0,00      |
| Цигани              | 0         | 0,00      |
| Други               | 0         | 0,00      |
| Не се самоопределят | 0         | 0,00      |
| Неотговорили        | 0         | 0,00      |

## История
До 1919 година името на селото е Текия.